# Collectebus (Harry Potter)
De Collectebus (Engels: Knight Bus) is een magisch vervoermiddel uit de Harry Potterboekenreeks van J.K. Rowling.
De paarse bus heeft drie verdiepingen en kan alleen door heksen en tovenaars worden gebruikt. Hiervoor hoeft de tovenaar slechts zijn toverstokhand op te steken. De Collectebus pikt tovenaars op en brengt ze op een totaal eigen wijze naar de plaats van bestemming. De bus zweeft nagenoeg van de ene locatie naar de andere en doet dat met een enorme knal. Huizen, lantaarnpalen en brievenbussen die in de weg staan springen opzij. Het interieur van de Collectebus past zich aan aan het tijdstip: overdag staat de bus vol met tafeltjes, stoelen en banken, 's avonds staan er hemelbedden en hangt er een grote kroonluchter. Dreuzels kunnen de Collectebus niet zien of horen. De bus kan niet over of onder water reizen. De bus is op te roepen door je toverstok in de hand te nemen en uit te steken. 
De Collectebus is uitgerust met diverse magische handigheidjes die van pas komen als de bus in een benarde verkeerssituatie terechtkomt. Ook heeft de bus een zeer krachtige handrem die de bus abrupt doet stoppen.
De bestuurder van de Collectebus is Goof Blikscha, de conducteur heet Sjaak Stuurman.

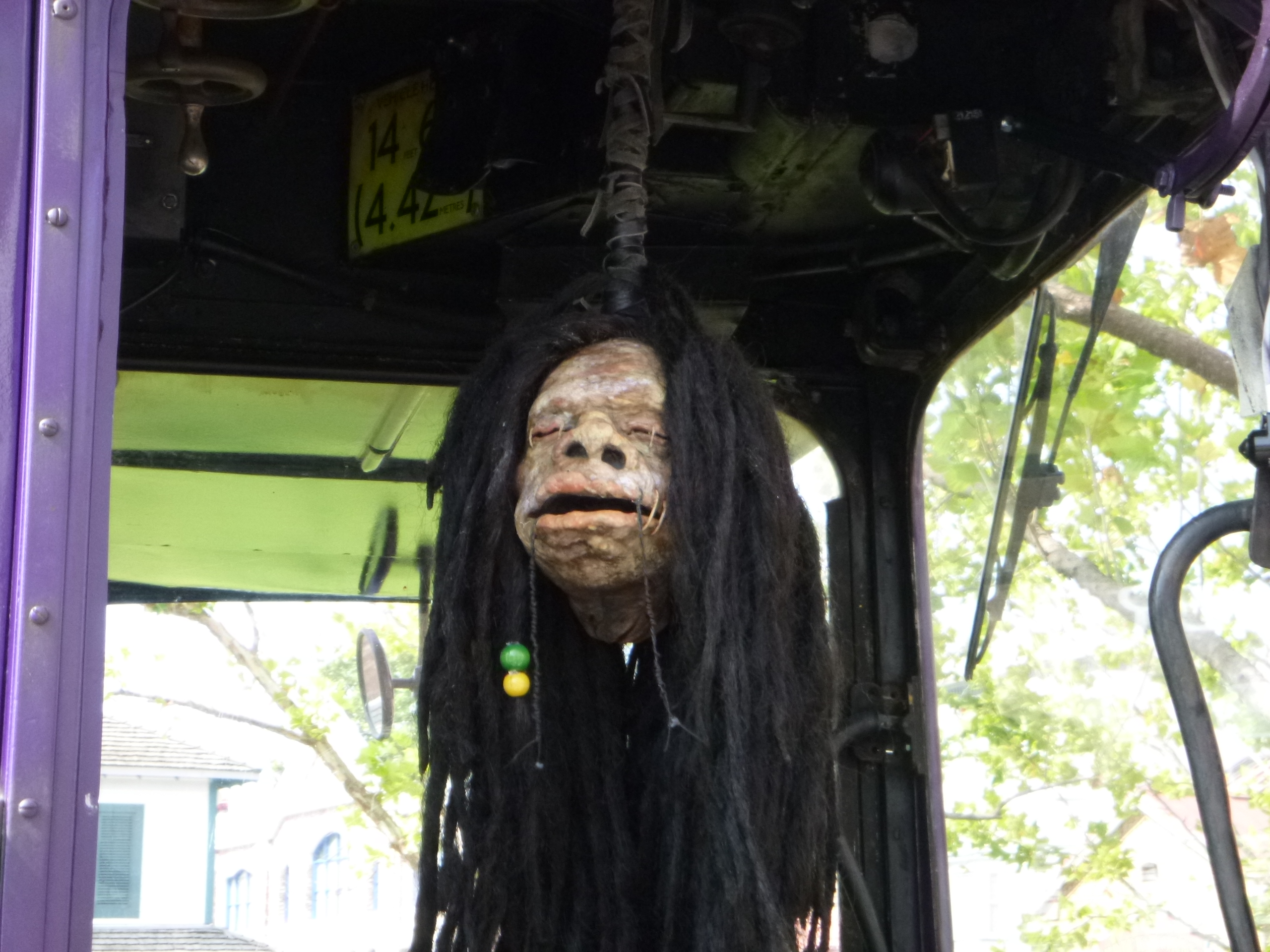
Afgesneden indiaans hoofd

In de film luistert Goof naar een afgesneden indiaans hoofd, dat hem vertelt hoe hij moet rijden en wat er buiten gebeurt. De Collectebus rijdt tijdens 'De héle snelle rit' nogal roekeloos en het indiaans hoofd wrijft dat er nog eens extra diep in bij de heksen en tovenaars die de bus gebruiken. Vaak doet hij net of ze op het punt staan om een ongeluk met de Collectebus te krijgen. Goof heeft dan meestal al de bus weer nét op tijd onder controle. Vooralsnog geeft het indiaans hoofd de tip om je tijdens de rit goed vast te houden, omdat de bus in ieder geval 's nachts geen gordels heeft. Het gebeurt dan ook continu dat de hemelbedden (waar overigens soms ook heksen en tovenaars in slapen) heen en weer door de bus denderen.

## Tarieven van de Collectebus
- 11 Sikkels: Enkele rit
- 13 Sikkels: Enkele rit met warme chocola
- 15 Sikkels: Enkele rit met warme chocola, een tandenborstel (in een favoriete kleur) en een kruik (alleen 's nachts)

## De Collectebus in de boeken
Harry Potter reist in zijn derde jaar voor het eerst met de Collectebus. Wanneer hij zijn tante Margot per ongeluk heeft laten opzwellen doordat hij kwaad werd, vlucht hij het huis uit. Wanneer hij een onheilspellend geluid hoort trekt hij direct zijn toverstaf, en dan staat ineens de Collectebus voor zijn neus - Harry heeft de bus opgeroepen zonder dat hij het wist. Sjaak Stuurman legt hem uit hoe de bus werkt, en brengt hem naar De Lekke Ketel in Londen, waar hij verblijft totdat het schooljaar begint.
Ook Hermelien reist met de Collectebus, zij gaat er aan het begin van het vijfde schooljaar mee naar het Grimboudplein. Harry, Ron, Hermelien, Fred, George, Ginny, Tops en Lupos gebruiken in datzelfde jaar de Collectebus om vanuit Londen naar Zweinstein te gaan.